# 俄羅斯重啟

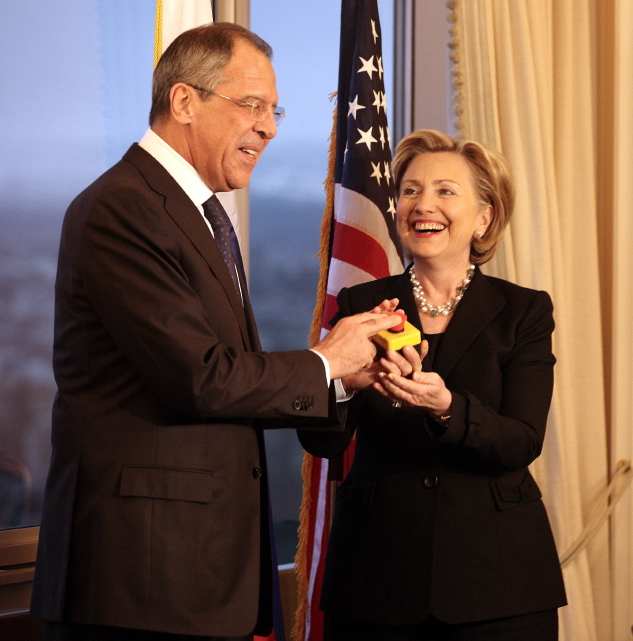
2009年3月，希拉蕊與拉夫羅夫一起按下象徵兩國關係重啟的紅色按鈕

俄羅斯重啟（英語：Russian reset）是2009年—2013年間美國巴拉克·歐巴馬政府試圖改善美俄關係的一系列舉措。此前兩國關係因2008年俄格戰爭而惡化。2009年3月6日，美國國務卿希拉蕊·柯林頓在瑞士日內瓦將一枚寫有英文和俄文「重啟」一詞的紅色按鈕交給俄羅斯外交部長拉夫羅夫，兩人同時按下按鈕，象徵重啟兩國交流。

## 關係改善

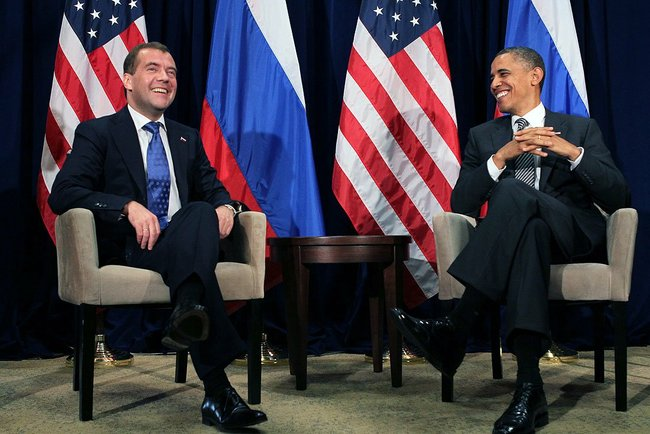
2011年11月，俄羅斯總統梅德維傑夫與美國總統歐巴馬在夏威夷檀香山會面

2009年7月，俄羅斯總統德米特里·梅德維傑夫宣布同意美軍機經俄羅斯領空前往阿富汗；9月歐巴馬宣布美國將終止小布希政府在東歐建設導彈防禦系統的計畫，弗拉迪米爾·普丁稱其為「正確而勇敢的決策」。2010年兩國簽署《新削減戰略武器條約》，同意減少彼此的核彈頭數目。
2010年5月，美國、俄羅斯與中國均同意對伊朗實施制裁，隨後歐巴馬政府取消此前美國因出口武器至伊朗而對俄羅斯的制裁。
2010年立陶宛總統達利婭·格里包斯凱特曾為抗議美國的俄羅斯重啟政策，拒絕前往布拉格與美國總統歐巴馬會面。

## 再度惡化
2014年3月，俄羅斯吞併克里米亞後，即有媒體與官員形容「俄羅斯重啟」政策已宣告失敗，但希拉蕊仍主張俄羅斯重啟政策是高明的政策。2014年10月梅德維傑夫稱因美國對俄羅斯的制裁（因烏克蘭危機與馬航17號班機事件等），兩國關係的重啟已不可能。
兩國關係的惡化被部分媒體、學者稱為「第二次冷戰」。

## 註腳
1. ↑  其中俄文單字使用錯誤，按鈕上的單字意為「超載」，正確單字應為（重啟）[2][3]。